# Павоне, Рита
Ри́та Паво́не (итал. Rita Pavone; род. 23 августа 1945, Турин) — итальянская певица и актриса. Мировой успех пришёлся в основном на 1960-е годы. 

## Биография
Родилась и первые годы жизни провела на улице Мальты, дом 43, в районе Сан-Паоло, в Турине. Семья Риты состояла из отца Джованни Павоне (1912—1990), который работал на Fiat Mirafiori и был по происхождению сицилианцем, матери Марии, которая происходила из Феррары, и братьев Пьеро, Карло и Чиччо. Рита была третьим ребёнком в семье.
Рита поступила в государственную среднюю школу Санторре-ди-Сантароса, но зимой 1959—1960 года семья переехала в другой район — Mirafiori Sud, в дома работников Fiat на улице Via Chiala 19. В тот же период, при поддержке и поощрении отца, она дебютировала в туринском Театре Альфьери детском спектакле под названием «Telefoniade», которое было поставлено при поддержке телефонной компании STIPEL. C конца 1959 года по начало 1961-го она выступала сначала на студенческих вечеринках, а затем в некоторых туринских клубах, таких как Apollo Danze, La Serenella, La Perla, Hollywood Dance и Il Principe, получив прозвище «Пол Анка в юбке», так как часто исполняла его песни.

## Музыкальная карьера
В 1962 году Рита Павоне участвовала в проходившем в Аричче «Фестивале неизвестных» — вокальном конкурсе самодеятельных артистов, и победила, получив первый приз за исполнение песни «Moliendo café» из репертуара Мины. В том же году были сделаны её первые записи в компании RCA Italiana, одна из песен сразу стала хитом. Это была «La partita di pallone» (рус. Футбольный матч). В считанные недели Павоне стала национальной звездой в возрасте 17 лет. Очень быстро пришло и международное признание, а следом — и первый золотой диск. Её запись «Cuore» («Сердце») разошлась миллионным тиражом в 1963 году, девять недель возглавляя хит-парад Италии.
Далее последовали гастроли во Франции и других странах, а в конце 1963 года Павоне отправилась в первый пробный тур в США. Он прошёл успешно и собрал хорошие отзывы в прессе. Летом 1964 года Павоне добивается большого успеха в Северной Америке с хитом «Remember me».
В том же году в США выходят два её альбома, один из которых — «Small Wonder» попадает в Топ-30 лучших альбомов мира по версии Биллборд, заняв позицию 26. Американская пресса захлебывается в восторгах и даже сравнивает её популярность в США с популярностью Битлз, а один из обозревателей называет Павоне лучшим приобретением Америки со времен Колумба, прибывшим из Италии.
С 1965 года она участвует в качестве приглашенной звезды в шоу Эда Салливана, и появляется там до 1970 года.
Огромный успех, который местные журналисты, по аналогии с битломанией назвали «павонеманией», пришёл к ней также в Латинской Америке. Одновременно Павоне становится супер-звездой в Испании. Интересно, что её успех в романских странах, в отличие от англоязычных, стал устойчивым и многолетним.
В Соединенных Штатах Павоне выступает в разных шоу вместе с Дайаной Росс и The Supremes, Эллой Фицджеральд, Томом Джонсом, Дюком Эллингтоном, Полом Анкой, группами Beach Boys, The Animals и др. В течение того периода она объехала с гастролями многие крупные города США, пела в Карнеги-Холл в Нью-Йорке. Во время работы в студии RCA в Нэшвилле происходит знакомство Павоне с Элвисом Пресли, на память о котором он подарил Рите свой портрет с посвящением.
В начале июля 1965 года в рамках тура международного фестиваля итальянской песни Cantagiro, который прошёл в нескольких странах Европы, Павоне вместе с другими певцами и группами (около 50 конкурсантов) приехала в СССР. В Москве, в Зелёном театре Парка Горького состоялся этап фестиваля, который транслировался в прямом эфире на весь Советский Союз. Это был беспрецедентный и долгие годы не повторявшийся случай, когда иностранное шоу показывали таким образом.
Фестиваль отметился скандалом, причиной которого стало именно выступление Павоне. Он начался из-за того, что по слухам, советское жюри собиралось присудить ей второе место, так как её номер по советским меркам выглядел слишком экстравагантным и жестким (выступление Павоне было выдержано в стиле бит-музыки) и не совсем «традиционно итальянским». Зрители в Зелёном театре, а также все, кто имел возможность наблюдать шоу в парке (по некоторым данным — до 10 тыс. чел.) начали активно протестовать, требуя присудить Павоне первое место, и тем самым дать возможность выступить ещё раз. В результате компромисса, который был достигнут при участии организатора Cantagiro Энцо Радаэлли, Павоне получила такую возможность, взяв заодно главный приз. Этот случай и беспорядки, произошедшие в парке Горького по поводу описанного инцидента, стали темами для статей в «Советской культуре» и американской «The New York Times».
В 1969 году Рита Павоне впервые принимает участие в фестивале итальянской песни в Сан-Ремо: её песня «Zucchero» («Сахар») занимает 13-е место.
В течение 1970-х и 1980-х годов Павоне записывает диски и гастролирует по Европе, Латинской Америке и Австралии. Также она часто появляется на телешоу в разных странах, как одна, так и со своим балетом.
В 1992 году певица снова выступает в США в компании с такими звездами как Уитни Хьюстон, Фрэнк Синатра, балетом Большого театра и Шер.
В 1990-е и 2000-е годы Рита Павоне участвует в различных театральных проектах, в том числе по пьесам Шекспира.
В конце 2005 года после гастрольного тура, который длился почти год, Павоне объявляет об окончании своей активной карьеры на сцене и 31 декабря дает прощальное шоу, которое транслировалось на всю Италию.
После этого в течение почти восьми лет она ведёт довольно закрытый образ жизни, в основном находясь в своем доме в кантоне Тичино в Швейцарии. Изредка она появлялась на телевидении или на юбилейных вечерах своих друзей-артистов.
Однако осенью 2013 года Рита Павоне неожиданно возвращается к активным действиям, представив публике свой новый двойной альбом «Masters», который в обстановке глубокой тайны записала в Лондоне в первой половине года. Началась кампания по презентации альбома, в ходе которой певица часто появлялась на публике, проводила встречи и раздавала автографы. Одновременно многие теле- и радиоканалы Италии и Швейцарии снова начали приглашать её в разные шоу и передачи, что продолжается и по сей день.
В 2014 году с программой «Rita is back» Павоне выступает в крупных городах Италии и Швейцарии, а также в Канаде. В мае того же года выходит тройной альбом её «исторических записей» Tutto il meglio (Все лучшее), где представлен ремастеринг многих хитов 1960-х, 1970-х и 1980-х годов.

## Кино и телевидение
В 1964 году Рита Павоне дебютировала в многосерийном телефильме «Дневник Джана по прозвищу Буря», где сыграла главную роль. В фильме было много песен, которые специально для Павоне написал итальянский композитор Нино Рота. 
С 1965 года Павоне снимается уже в фильмах для кинопроката. Хотя первый её опыт в этой области состоялся во французской картине «Clementine Cherry» (фр.) с Филипом Нуаре ещё в 1963 году, однако тогда это был только эпизод.
Первой её большой работой в игровом экранном кино стала комедийная лента «Рита — американская дочь», где вместе с ней в главных ролях сыграл знаменитый комик Тото.
В 1966 и 1967 годах Рита Павоне снимается в главных ролях у режиссёра Лины Вертмюллер в комедийных картинах «Рита-надоеда» и «Не дразните надоеду». Потом — в музыкальном вестерне «Маленькая Рита на диком Западе» (реж. Ф. Бальди, 1967) и «Фельдмаршальша» (реж. Стено, 1968). 
В 1960-е годы она была телеведущей молодёжных музыкальных программ на телеканале Италии RAI Uno. Там же она вела и собственные авторские программы, которые назывались Stasera Rita (Рита сегодня вечером).

## Личная жизнь
В 1968 году Рита Павоне вышла замуж за своего продюсера Тедди Рено, который был в прошлом киноактером и певцом. Он известен также как барон Мерк фон Меркенштайн, поскольку происходит из семьи австрийских аристократов.
У Павоне и Рено двое сыновей — Алессандро и Джорджо. Старший сегодня известен как Алекс Мерк, политический обозреватель швейцарского радио. Младший сын делает музыкальную карьеру под псевдонимом Джордж Мерк.

## Дискография

### Итальянская дискография
- Rita Pavone (1963, re-released on CD format in 2003)
- Non è facile avere 18 anni (1964)
- Gian Burrasca (1965)
- Stasera Rita (1965)
- La «vostra» Rita (1966)
- È nata una stella (1966, compilation)
- Ci vuole poco (1967)
- Little Rita nel West (1968)
- Viaggio a Ritaland (1968)
- Rita 70
- Gli Italiani vogliono cantare (1971)
- Gian Burrasca (stessa edizione del 1965 RCA PML-10380 remastered stereo) (1973)
- Rita per tutti (1975)
- Rita ed io (1976)
- Rita e l’anonima ragazzi (1979)
- R.P. (1980)
- Dimensione donna (1985)
- Gemma e le altre (1989)
- Masters (2013)

### Американская дискография
- Rita Pavone — The International Teenage Sensation (1964)
- Small Wonder (1964)
- This is Rita Pavone (1965)

* Синглы компании RCA (1963—1968) и другие 
• 1962: La partita di pallone / Amore twist (RCA Italiana, PM45-3140)
• 1963: Come te non c'è nessuno / Clementine chérie (RCA Italiana, PM45-3163)
• 1963: Alla mia età / Pel di carota (RCA Italiana, PM45-3166)
• 1963: Cuore / Il ballo del mattone (RCA Italiana, PM45-3232)
• 1963: Non è facile avere 18 anni / Son finite le vacanze (RCA Italiana, PM45-3233)
• 1964: Datemi un martello / Che m’importa del mondo (RCA Italiana, PM45-3243)
• 1964: Scrivi! / Ti vorrei parlare (RCA Italiana, PM45-3280)
• 1964: L’amore mio / San Francesco (RCA Italiana, PM45-3300)
• 1965: Viva la pappa col pomodoro / Sei la mia mamma (RCA Italiana, PM45-3303)
• 1965: Lui / La forza di lasciarti (RCA Italiana, PM45-3313)
• 1965: Plip / Supercalifragilistic-espiralidoso (RCA Italiana, PM45-3330)
• 1965: Stasera con te / Solo tu (RCA Italiana, PM45-3343)
• 1966: Qui ritornerà / Il geghegè (RCA Italiana, PM45-3360)
• 1966: Fortissimo / La sai troppo lunga (RCA Italiana, PM45-3366)
• 1966: La zanzara / Perché due non fa tre (RCA Italiana, PM45-3377)
• 1966: Mamma dammi la panna / Col chicco (RCA Italiana, PM45-3380)
• 1966: Dove non so / Gira gira (RCA Italiana, PM45-3383)
• 1967: Una notte intera / Questo nostro amore (RCA Italiana, PM45-3393)
• 1967: Non dimenticar le mie parole / Da cosa nasce cosa (RCA Italiana, PM 3424)
• 1967: Cin cin c’innamoriamo / Per una come me (RCA Italiana, Promo realizzato per la Cinzano)
• 1967: I tre porcellini / Basta un poco di zucchero (RCA Italiana, PM 3430)
• 1967: Sul cucuzzolo / Cuore (RCA Italiana, PM 3434)
• 1967: Tu sei come / Ma che te ne fai (RCA Italiana, PM 3444)
• 1967: Pippo non lo sa/Un due tre (se marci insieme a me) (Dischi Ricordi, SRL 10480)
• 1968: Parlare con gli animali/Niente di simile al mondo (Ritaland, RT 3001)
• 1968: Palla pallina/il raffreddore (Ritaland, RT 3002)
• 1968: Il mondo nelle mani/Il ballo dell’orso (Dischi Ricordi, SRL 10498)
• 1968: Nella mia stanza/Il grammofono (Dischi Ricordi, SRL 10523)
• 1968: Putiferio/Ninna nanna del Formichino (Ritaland, RT 3003)
• 1969: Zucchero/Nostalgia (Dischi Ricordi, SRL 10528)
• 1969: Chitty chitty bang bang/Maramao perché sei morto (Ritaland, RT 3004)
• 1969: Per tutta la vita/Balla balla con noi (Dischi Ricordi, SRL 10566)
• 1969: Quelli belli come noi/Dimmi ciao bambino (Dischi Ricordi, SRL 10569)
• 1970: Notte nera/È solo un’impressione (Dischi Ricordi, SRL 10595)
• 1970: Ahi ahi ragazzo/Maria Luisa (RCA Italiana, PM 3511)
• 1970: Stai con me/ieri avevo cento anni (RCA Italiana, PM 3556)
• 1970: E tu/Finalmente libera (RCA Italiana, PM 3572)
• 1971: La suggestione/Se. casomai (RCA Italiana, PM 3585)
• 1971: Il ragazzo del baseball/noi siamo noi (RCA Italiana, PM 3593)
• 1971: Ma cos'è quest’amore/Arriverciao (RCA Italiana, PM 3606)
• 1971: Come un tiranno/il mio uomo (RCA Italiana, PM 3607)
• 1971: Lasciati andare a sognare/Cuore (remake) (RCA Italiana, PM 3632)
• 1972: Amici mai/Magari poco ma ti amo (RCA Italiana, PM 3640)
• 1972: Amore ragazzo mio/La fine del mondo (RCA Italiana, PM 3640)
• 1972: L’amore è un poco matto/L’estate (RCA Italiana, PM 3703)
• 1973: Viva la pappa col pomodoro/Sei la mia mamma (stessa edizione del 1965 (RCA PM45-3303) remastered stereo) (RCA Italiana, PM 3721)
• 1975: Amore scusami/Sapore di sale (RCA Italiana, TPBO 1143)
• 1975: Sei già lì/Nata ieri (RCA Italiana, TPBO 1159)
• 1976: E… zitto zitto/Fuggire da qui (RCA Italiana, TPBO 1203)
• 1977: My name is potato/Ma volendo (RCA Italiana, PB 6095)
• 1977: Siamo tutti Gianburrasca/Pollicino e Pollicina (RCA Italiana, PB 6126)
• 1977: Quel diavolo di santarellina/Eccì amavamo/Dimmi se non è un’idea/Bionda (extended play) (RCA Italiana, BF 6112)
• 1977: Siamo tutti Gianburrasca/Pollicino e Pollicina (RCA Italiana, PB 6126)
• 1978: Heidi-di/Viva la pappa col pomodoro (remake) (RCA Italiana, PB 6228)
• 1979: Paperita/Il fischietto (RCA Italiana, PB 6319)
• 1979: Blame it on the boogie/Circus music (RCA Italiana, PB 6320)
• 1979: Prendimi/Mettiti con me (RCA Italiana, PB 6400)
• 1983: Siamo tutti Gianburrasca/Viva la pappa col pomodoro (RCA Italiana,)
• 1985: Daniele/Adorable sixties (Discotto, NP 1037)
• 1986: La valigia/Africa (Five Record, FM 13148)